# Jan Blažej Santini-Aichel
Jan Blažej Santini-Aichel (ur. 3 lutego 1677 w Pradze, zm. 7 grudnia 1723 tamże) – czeski architekt pochodzenia włoskiego. Twórca stylu zwanego barokowym gotykiem.

## Realizacje
- Pałac Fürstenbergów w Pradze
- Sanktuarium pielgrzymkowe św. Jana Nepomucena (Zelená Hora) (obiekt z listy UNESCO[1])
- Katedra Wniebowzięcia Najświętszej Marii Panny w Sedlcu (obiekt z listy UNESCO[2])
- Klasztor cystersów w Plasach
- Kaplica Imienia Panny Marii w Mladoticach
- Kościół św. Piotra i Pawła w Rajhradzie

## Galeria

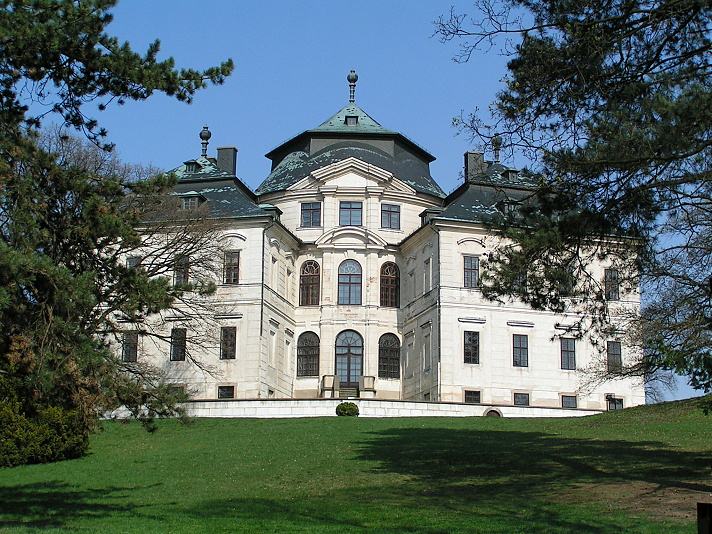
Zamek Karlova Koruna w Chlumcu nad Cidlinou
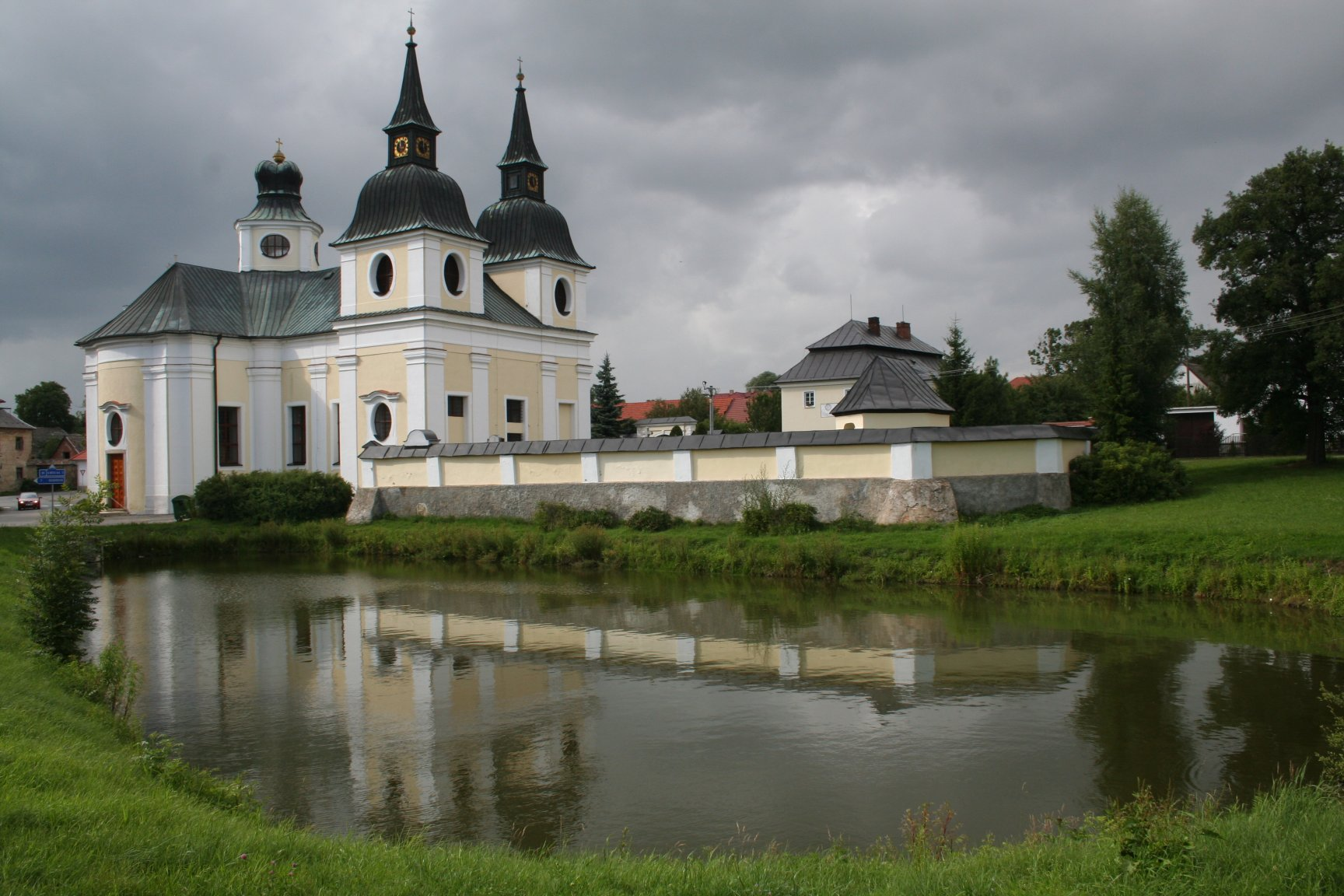
Kościół św. Wacława Zvole
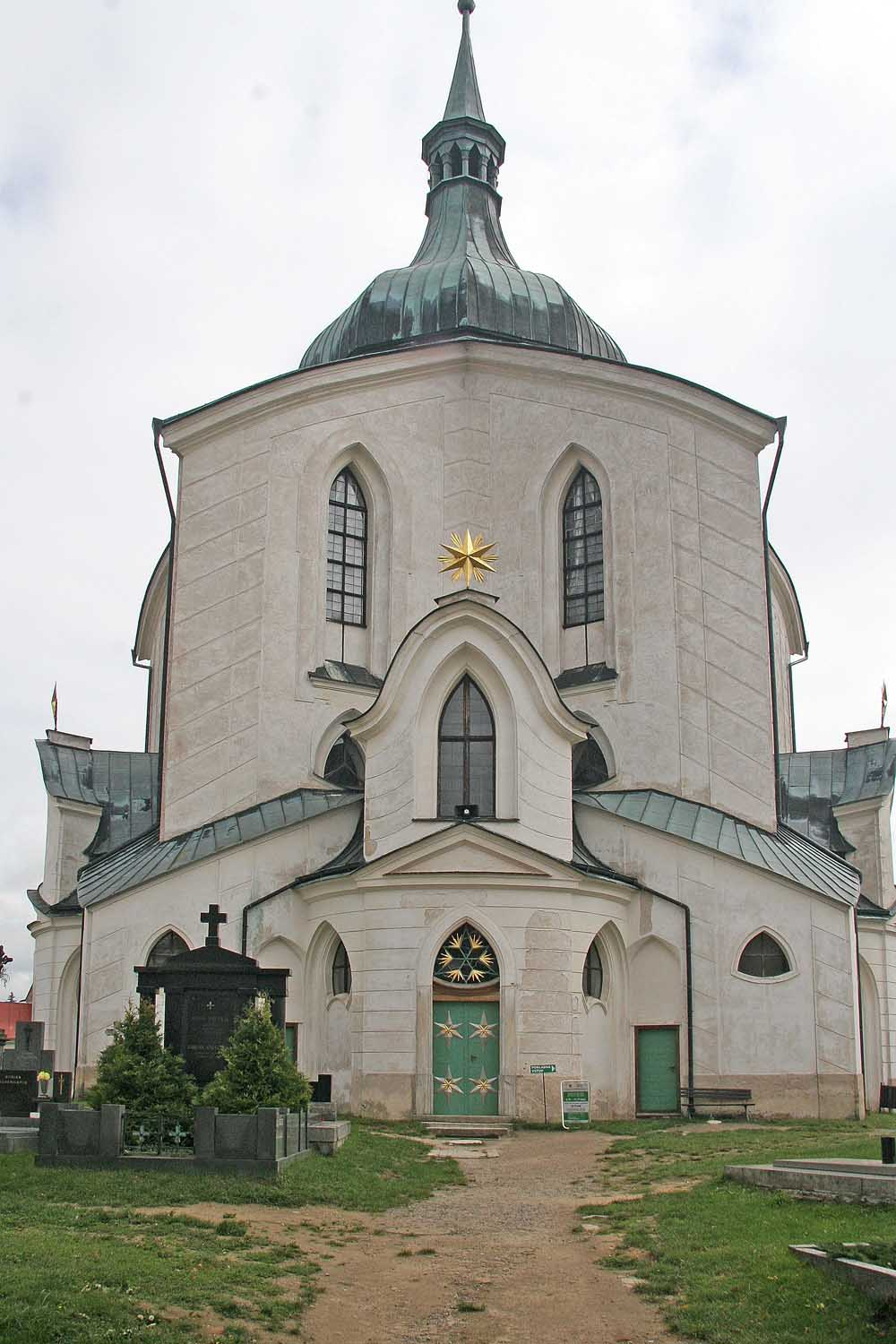
Sanktuarium Nepomuka, Zdziar
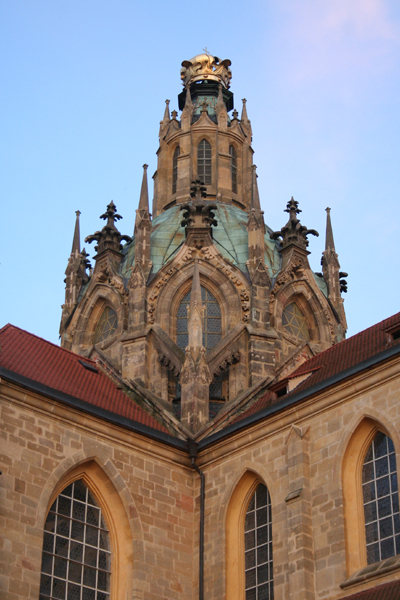
Kościół NMP w  Kladrubach
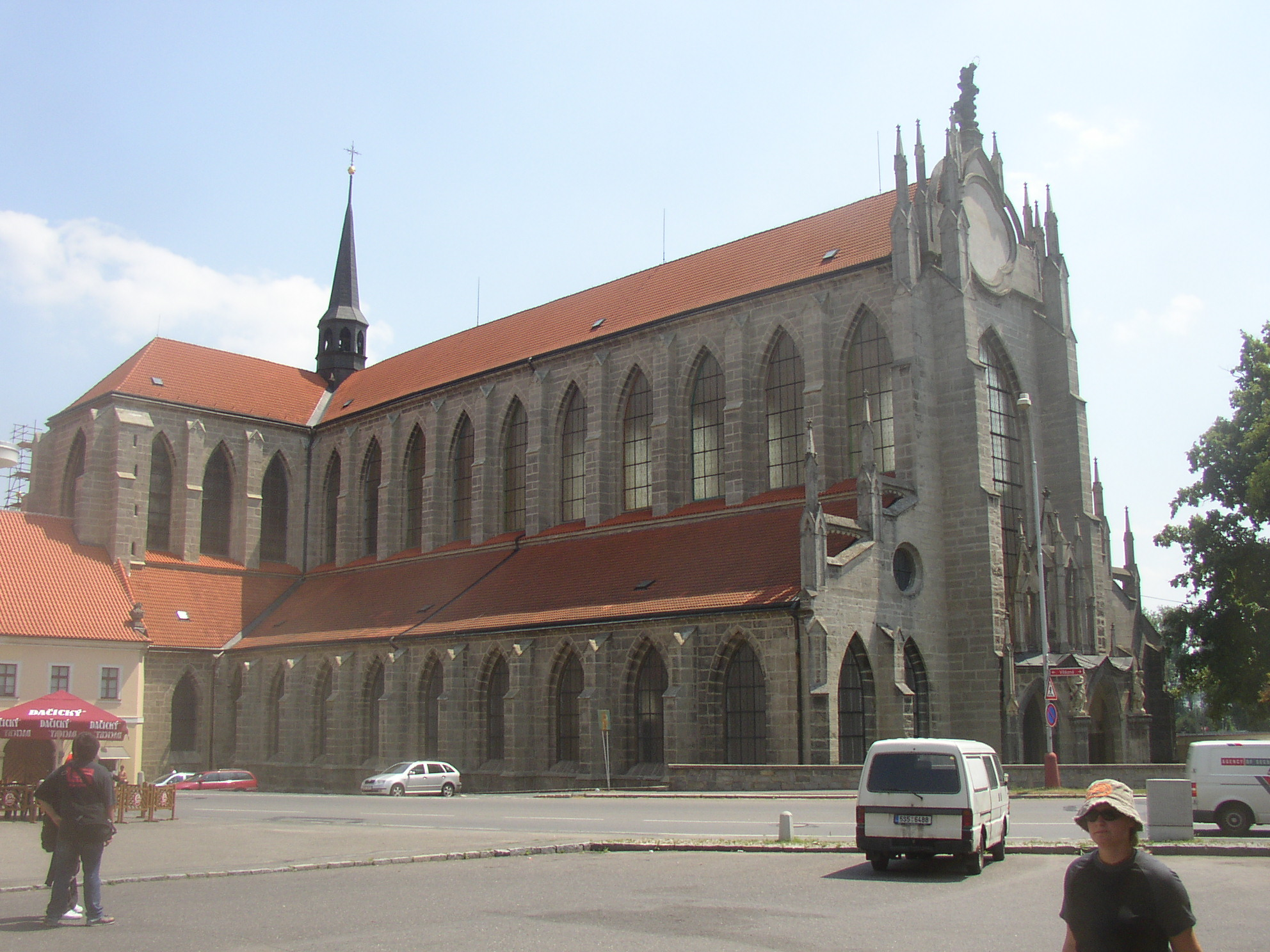
Katedra NMP w Sedlcu, Kutna Hora
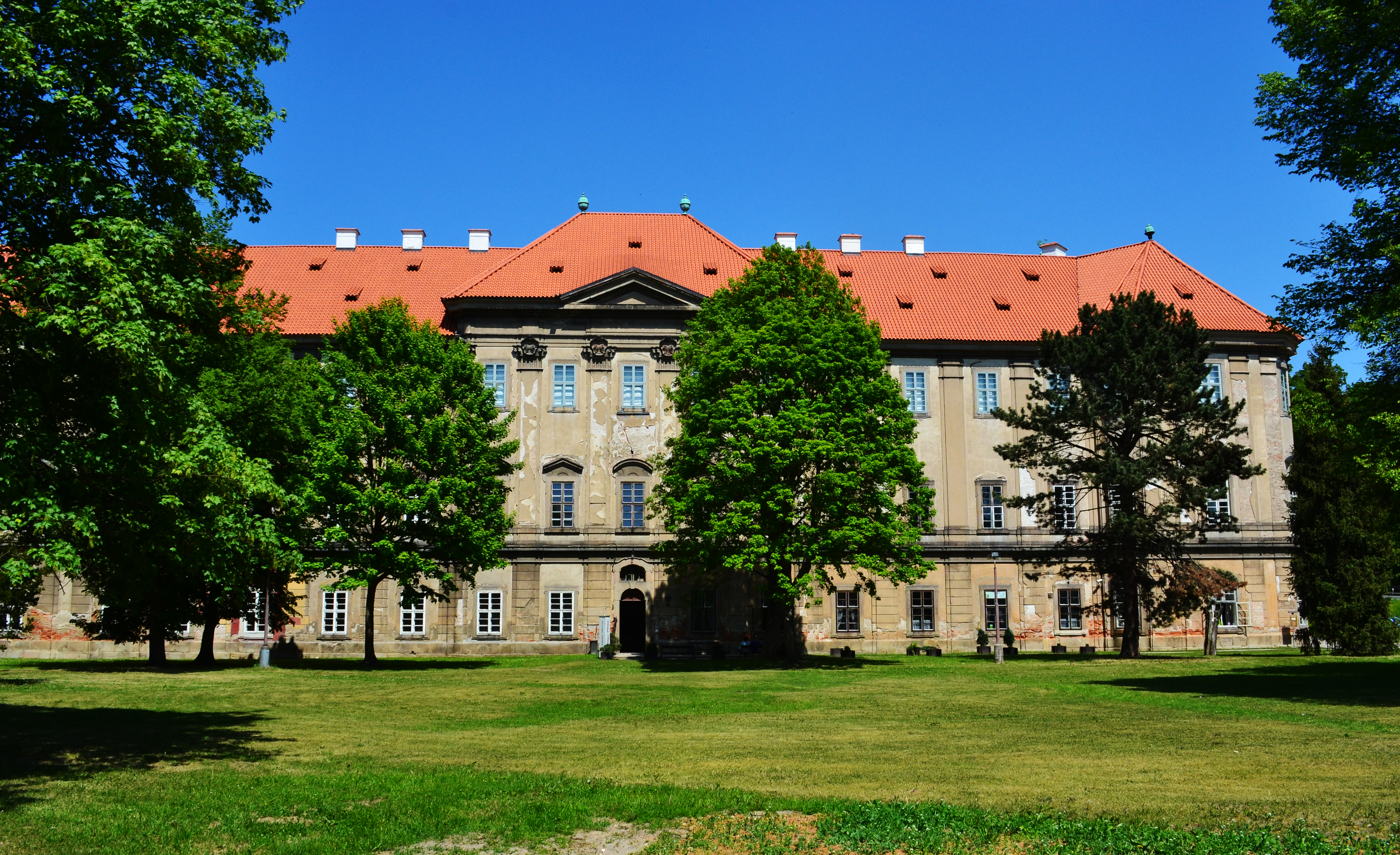
Klasztor cystersów w Plasach
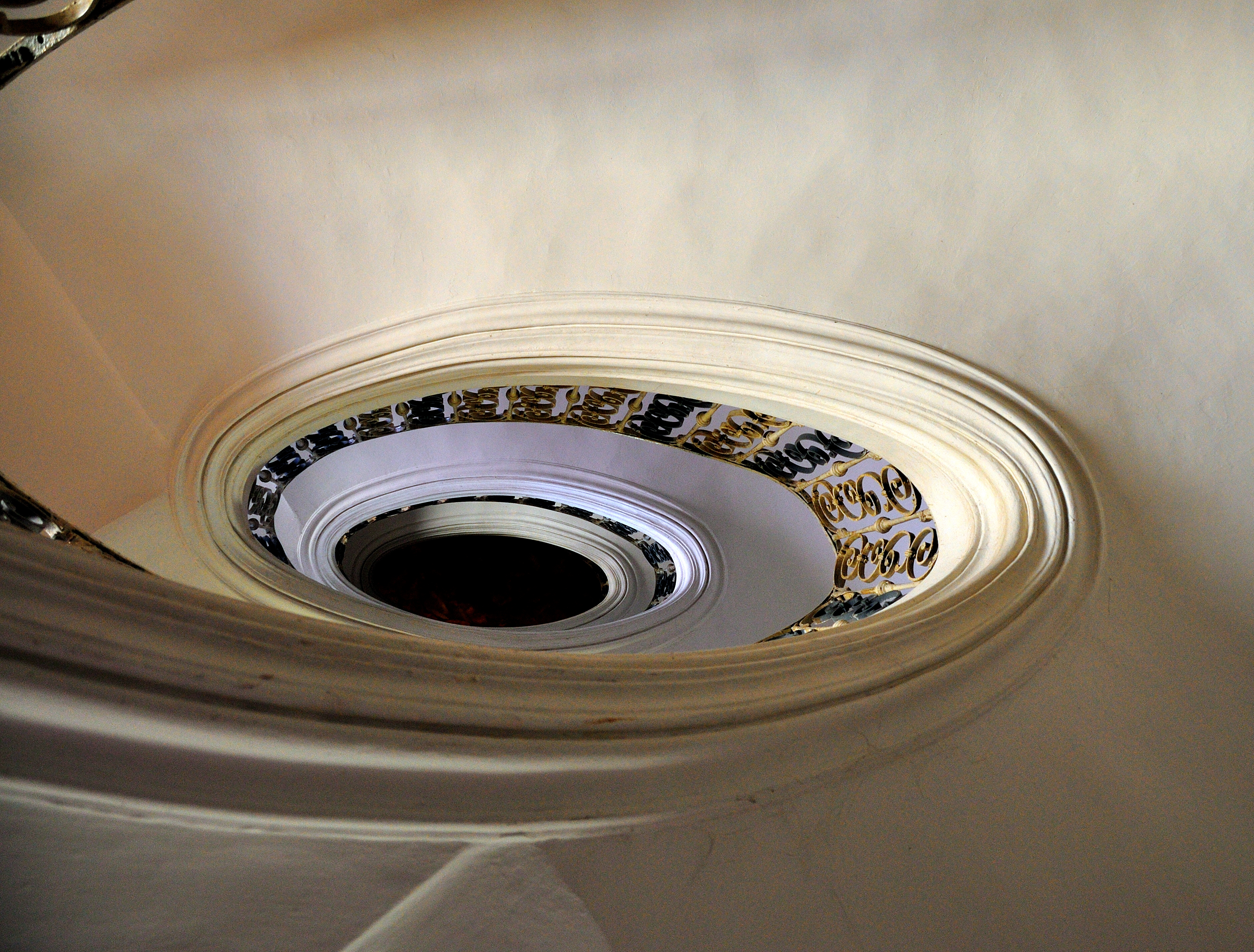
Samonośne schody w klasztorze Plasy
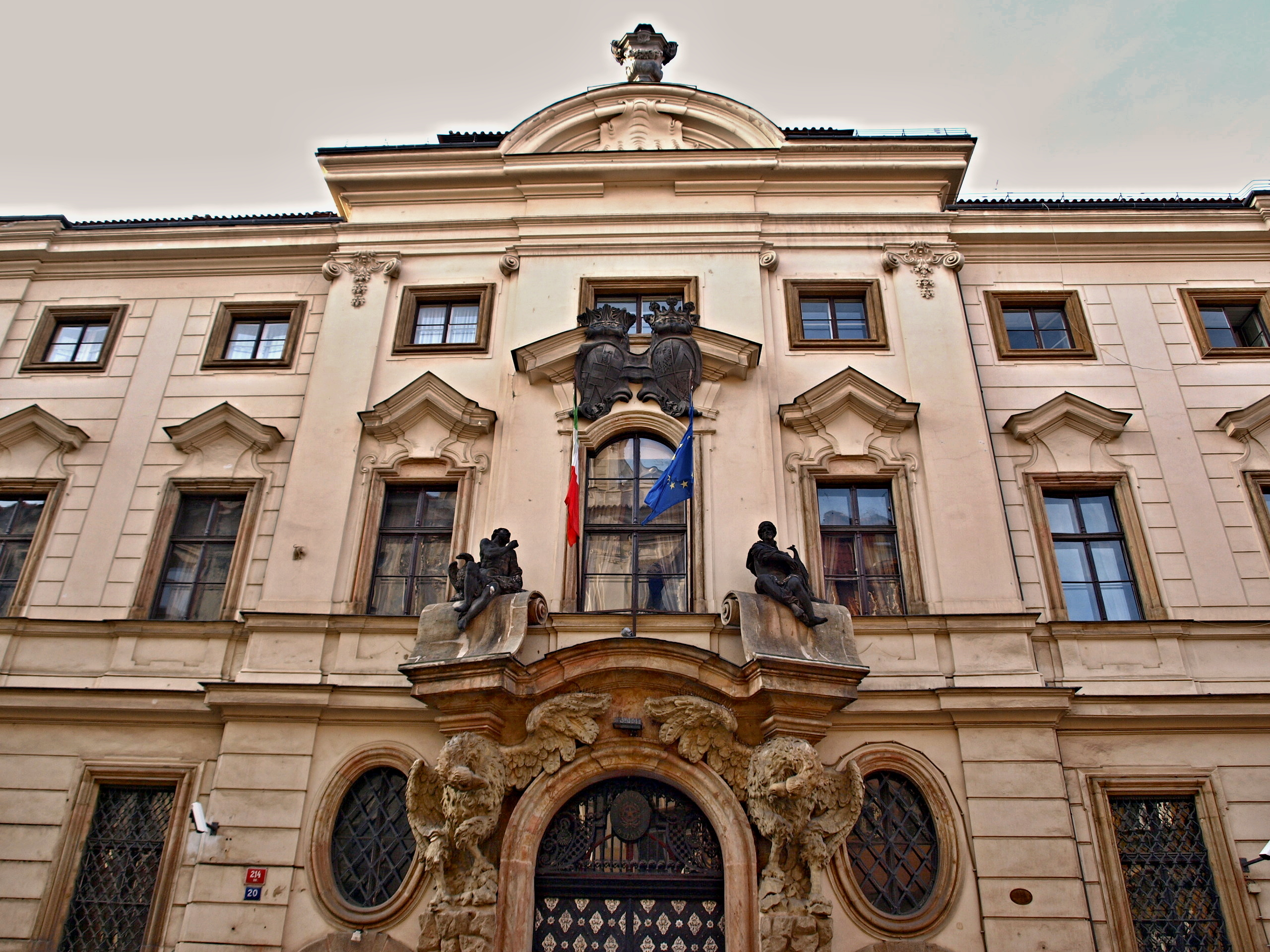
Kolovratský palác na Małej Stranie
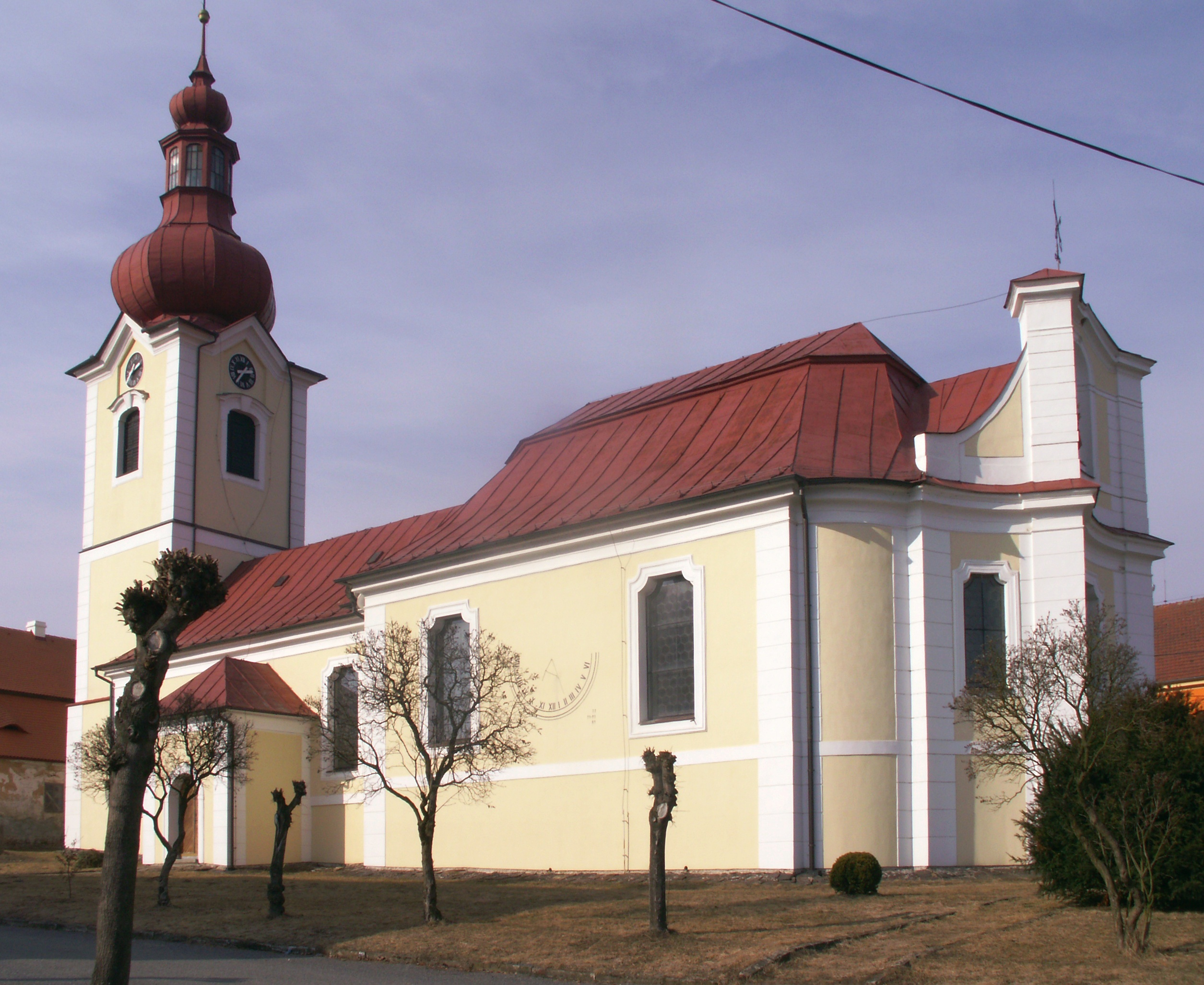
Kościół św. Piotra i Pawła w Bobrowej
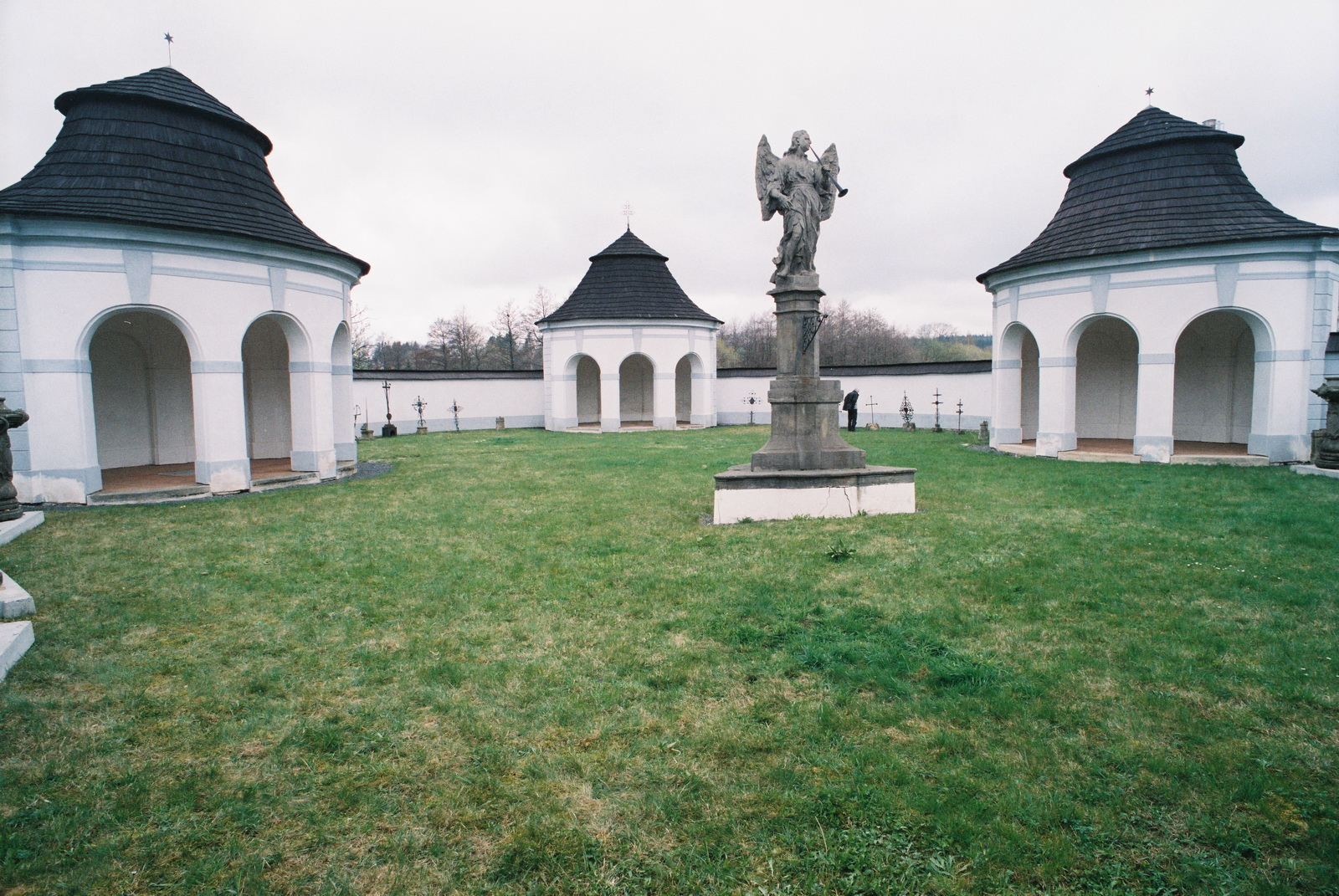
Dolny cmentarz w Zdziarze nad Sazawą